# Jurij Matija Šporer
Jurij Matija Šporer (tudi Sporer), slovenski zdravnik higienik, publicist pisatelj in prevajalec, * 24. februar 1795, Karlovec, † 1. avgust 1884, Reka.
Šporer je leta 1819 diplomiral na dunajski medicinski fakulteti in se istočasno specializiral tudi za porodničarja. Po službah na Hrvatskem je bil od leta 1830 do 1839 okrožni fizik in ravnatelj porodnišnice v Celovcu, kjer je bil od 1834 tudi ravnatelj babiške šole. Leta 1840 je postal gubernijski zdravstveni svetnik in protomedik v Ljubljani ter obenem direktor mediko-kirurškega študija; 1842, 1845 in 1848 je bil tudi rektor ljubljanskega liceja. Za ustanovitev medicinske fakultete v Ljubljani je 1848 pripravil peticijo deželnim stanovom, ki pa je bila zavrnjena. Od 1850 je deloval na področju Kvarnerja in med drugim zasnoval zdraviliško dejavnost v Opatiji (izbral je lokacijo, 1871 predložil načrt za zdravilišče in inhalatorije za revne bolnike).
Šporer se je kot zdravnik zavzemal za boljše organiziranje javnega zdravstva in za izboljšanje razmer s katerimi bi preprečevali oziroma obvarovali pred boleznijo (izolacija, cepljenje itd.), proučeval je tuberkulozo in nalezljive spolne bolezni (sifilis) in o tem objavljal stokovne razprave. Bil je član zdravniškega društva na Dunaju in Sankt Peterburgu. Pisal pa je tudi drame iz hrvaške zgodovine in prevajal iz svetovne književnosti.